# Sillago lutea
Sillago lutea är en fiskart som beskrevs av Mckay, 1985. Sillago lutea ingår i släktet Sillago och familjen Sillaginidae. Inga underarter finns listade i Catalogue of Life.